# Крессіда (супутник)
Крессіда — внутрішній супутник Урана, названий на честь героїні трагедії Вільяма Шекспіра «Троїл і Крессіда», а також творів Джефрі Чосера та інших. Також відомий під назвою Уран IX. Його було відкрито 9 січня 1986 року під час вивчення знімків, отриманих «Вояджером-2», та присвоєно тимчасову назву S/1986 U 3.
Про Крессіду майже нічого не відомо, окрім розміру та орбітальних характеристик.